# 上野間站
上野間站（日语：／ Kami-noma eki */?）是位於愛知縣知多郡美濱町上野間小手廻間，屬於名古屋鐵道（名鐵）的知多新線車站。車站編號為KC20。此站與富貴站之間距離5.8公里，在不計算信號站下為名鐵兩站之間最長距離。

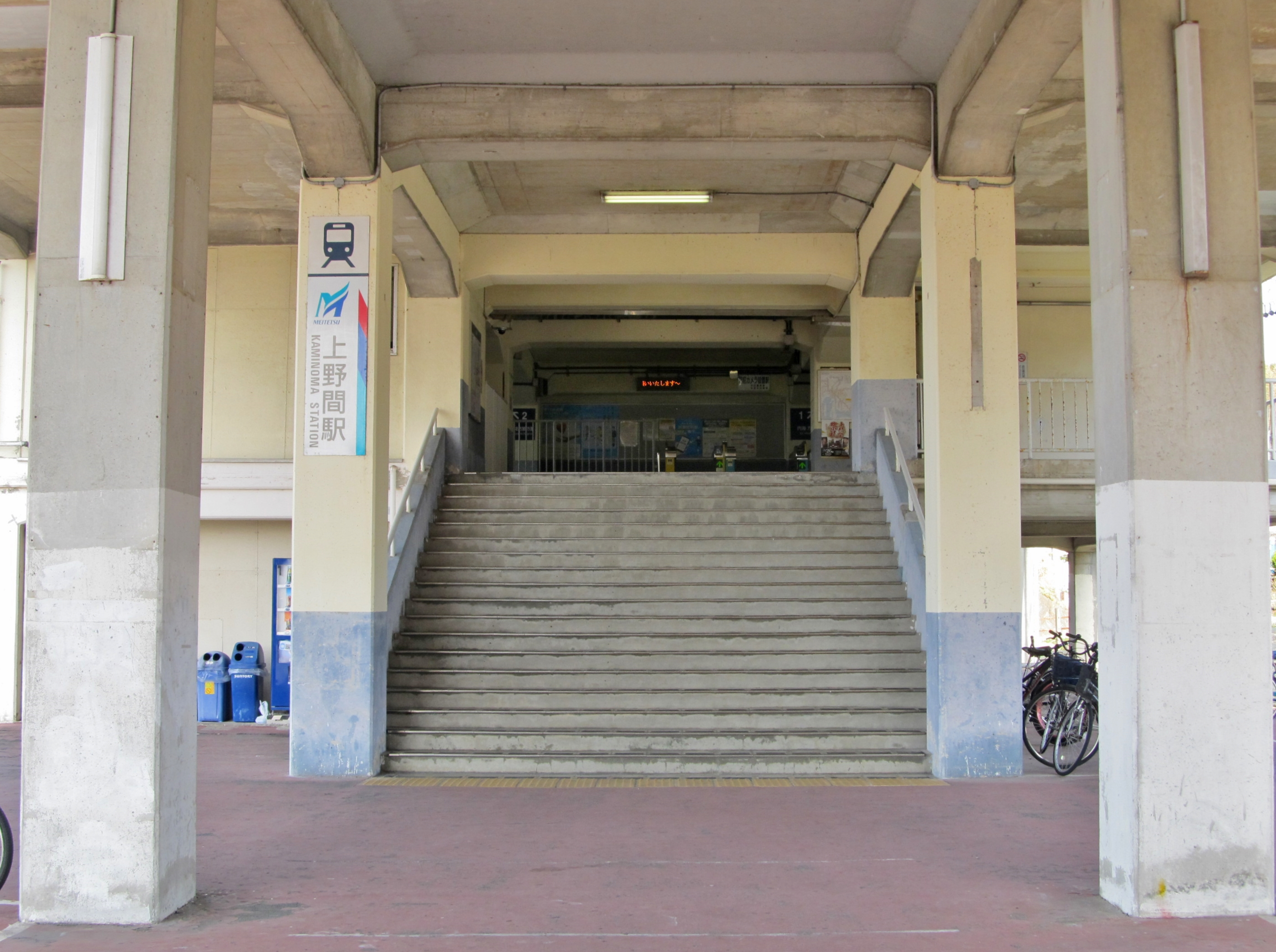
車站入口(2023年3月)

## 歷史
- 1974年（昭和49年）6月30日 - 知多新線富貴至此站之間開業，此站啟用。
- 1998年（平成10年）4月1日 - 取消之前實施的季節性車站當值安排。
- 2007年（平成19年）7月14日 - 車站可以使用交通儲值卡「Trans Pass（日语：トランパス (交通プリペイドカード)）」。
- 2011年（平成23年）2月11日 - 車站可以使用「manaca」IC卡。
- 2012年（平成24年）2月29日 - 車站不可使用交通儲值卡「Trans Pass」。

## 車站構造

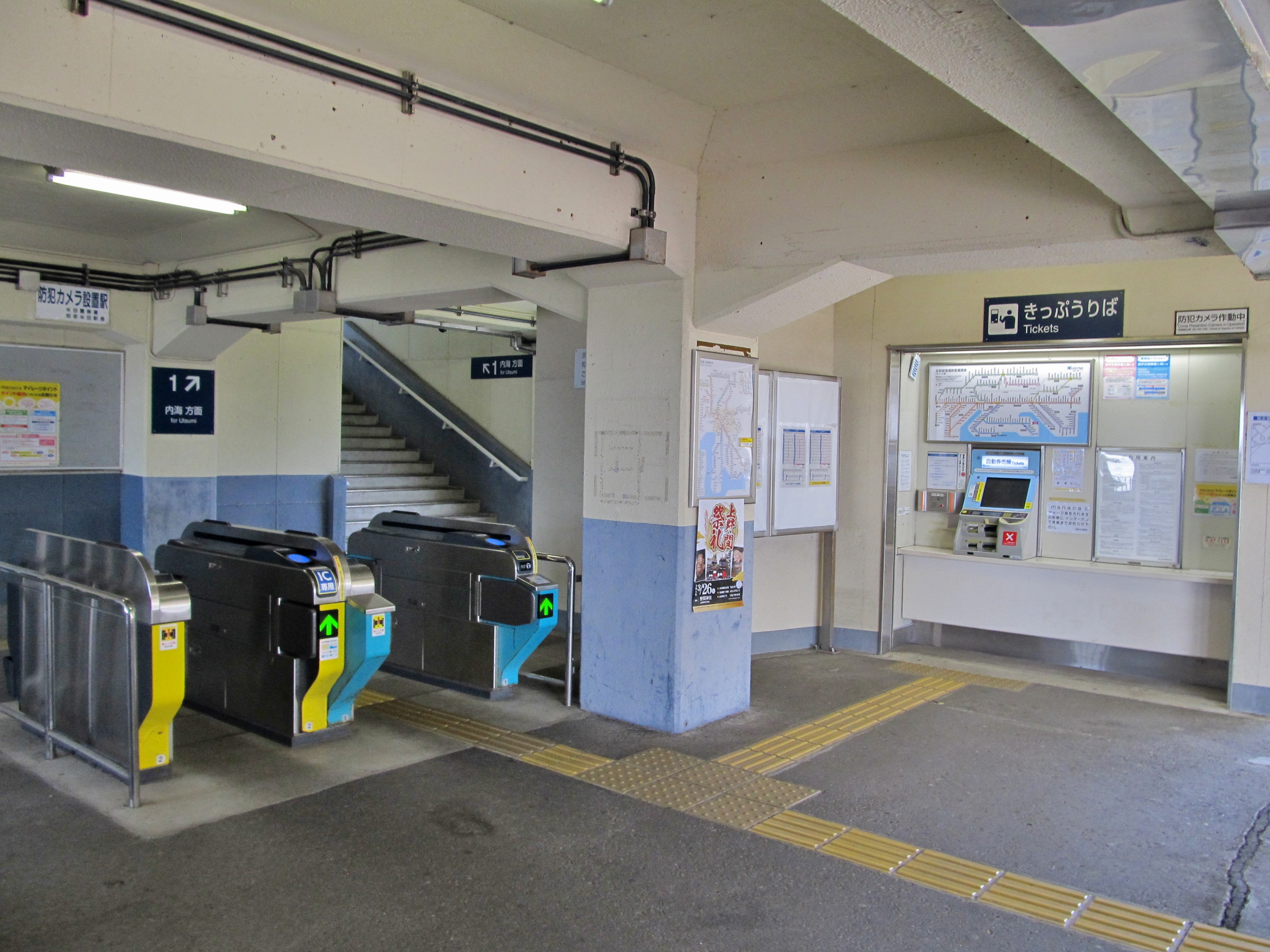
驗票口(2023年3月)

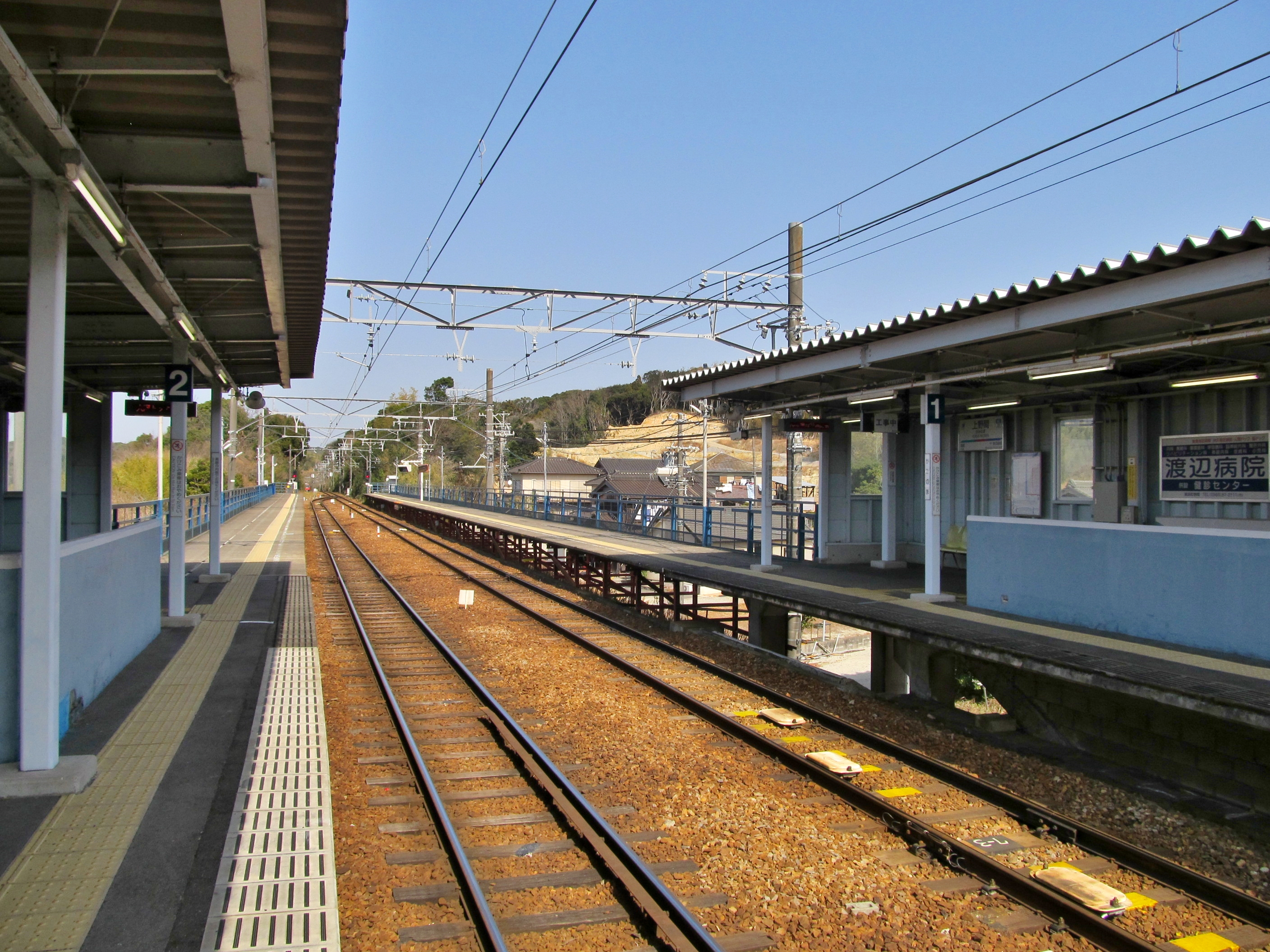
月台(2023年3月)

本站為高架車站，設有2面2線的相對式月台。本站為引入車站集中管理系統的無人車站。月台可容納6卡車廂，8卡編成的列車中，後尾2卡車廂的車門不會打開（選擇性車門操作）。站内沒有設置升降機和電梯。
| 月台 | 路線     | 上下行 | 方向                   |
| ---- | -------- | ------ | ---------------------- |
| 1    | 知多新線 | 下行   | 內海方向               |
| 2    | 知多新線 | 上行   | 太田川、名鐵名古屋方向 |

### 配線圖
| ← 富貴方向      | 上野間站 站內配線略圖 | → 內海方向 |
| 图例 参考文献： |                       |            |

## 車站周邊
- 美濱町立上野間小學
- 上野間郵局
- 野間神社

## 巴士路線
- 知多乘合（日语：知多乗合） 常滑南部線
  - 經常滑站、臨空常滑站往常滑市民醫院（日语：常滑市民病院）
    - 從前設有路線往內海、河和站，以及往中部國際機場，但是路線已經被縮短。
- 美濱町巡回迷你巴士 西部路線
  - 東方向往圖書館、政廳方向。會駛入河和站與較近政廳。
  - 西方向往知多奧田站和野間公民館方向。

## 使用狀況
- 在中提及在2013年度，當時1日平均上下車人次為680人，在名鐵所有車站（275站）排名第249，河和線、知多新線（24站）中排名第19[4]。
- 在中提及在1992年度，當時1日平均上下車人次為930人，除岐阜市內線均一車費區間內各站（岐阜市內線、田神線、美濃町線徹明町站至琴塚站之間）外名鐵所有車站（342站）中排名第229，河和線、知多新線（26站）中排名第17[5]。
- 在中提及，在2018年度1日平均乘車人次為307人[1]。

## 相鄰車站
名古屋鐵道
  知多新線
■特急、□快速急行、■急行、■普通
富貴（KC17）－上野間（KC20）－美濱綠苑（KC21）
在此站與富貴站之間設有別曾池信號站。

## 外部連結
- 上野間 - 名古屋鐵道